# Angelo Secchi
Pietro Angelo Secchi, född 29 juni 1818 i Reggio nell'Emilia, död 26 februari 1878 i Rom, var en italiensk astronom.
Secchi var medlem av jesuitorden och levde efter sin prästvigning flera år i Rom, men blev vid revolutionen 1848 fördriven och tog sin tillflykt till USA, där han blev professor i fysik och matematik vid Georgetown College i Washington, D.C. Redan 1849 blev han återkallad till Rom som Francesco de Vicos efterträdare som professor i astronomi vid Collegio Romano. Där inrättade han det nya observatoriet vid denna institution och utvecklade som chef för detta observatorium en mycket omfattande och betydelsefull vetenskaplig verksamhet.
Secchis arbeten omfattar en mängd olika områden av den praktiska astronomin, meteorologin och geofysiken samt framförallt astrofysiken, för vilken han blev en av de främsta pionjärerna. Han ägnade sig med iver åt spektralanalysens användning på himlakropparna, i synnerhet fixstjärnorna, och uppställde den första spektralklassificeringen för stjärnorna.
Han utförde de första noggrannare undersökningarna över solens värmestrålning, och hans teori för solens konstitution var av grundläggande betydelse. Bland hans arbeten inom den praktiska astronomin kan framhållas observationer över dubbelstjärnorna. Han utövade en mycket omfattande skriftställarverksamhet och var från 1851 utgivare av Collegio Romano-observatoriets publikationer.
Secchi var också den som år 1865 gjorde de allra första mätningarna av siktdjup i Medelhavet. Till sin hjälp hade han en skiva som sänktes ned i vattnet tills den inte längre syntes. En sådan skiva kallas idag för secchiskiva.

## Eftermäle
Nedslagskratern Secchi och bergskedjan Montes Secchi på månen har fått sina namn efter honom. Även kratern Secchi på planeten Mars och asteroiderna 306 Unitas och 4705 Secchi är uppkallade efter honom.

## Bibliografi (urval)

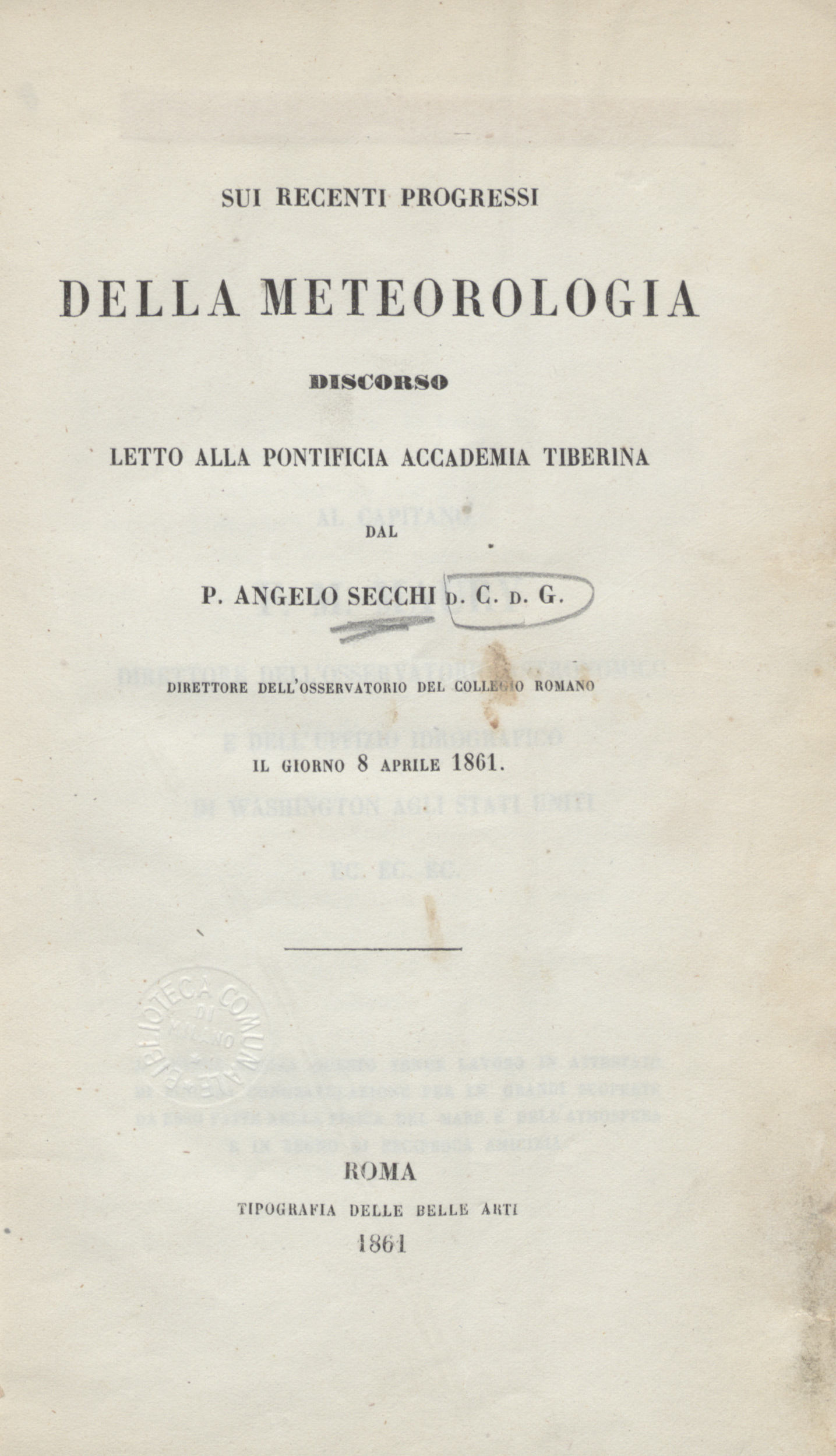
Sui recenti progressi della meteorologia (1861)